# Adolph Diesterweg
Friedrich Adolph Wilhelm Diesterweg (29 de octubre de 1790 - 7 de julio de 1866) fue un educador, pensador y político liberal progresista alemán, que hizo campaña por la secularización de las escuelas. Se dice que es un precursor de la reforma de la pedagogía. Diesterweg es considerado como un "maestro de maestros".

## Biografía
Educado en las universidades de Herborn y Tübingen 1808-1811, Diesterweg comenzó a enseñar en 1811. Enseñó en Mannheim y en Worms durante aproximadamente dos años, y luego se trasladó a la escuela modelo en Frankfurt. Posteriormente se convirtió en rector de la escuela latina de Elberfeld. En 1820, fue nombrado director del seminario de nuevos profesores de Mörs, donde puso en práctica los métodos de Pestalozzi. En 1832 fue convocado a Berlín para dirigir el nuevo seminario de escuelas públicas de esa ciudad. Aquí demostró ser un firme partidario de la enseñanza religiosa no sectaria. En 1846, estableció la institución Pestalozzi en Pankow y las sociedades Pestalozzi para el apoyo de las viudas y los huérfanos de los maestros. Debido a su desacuerdo con las autoridades sobre las etapas importantes de la educación superior, estuvo en constante fricción y renunció al seminario en 1847. En 1850, recibió una pensión del gobierno. A partir de entonces, continuó defendiendo vigorosamente sus ideas educativas a través de publicaciones periódicas. En 1858, fue elegido miembro de la cámara de diputados como miembro de la ciudad de Berlín y votó con la oposición liberal.

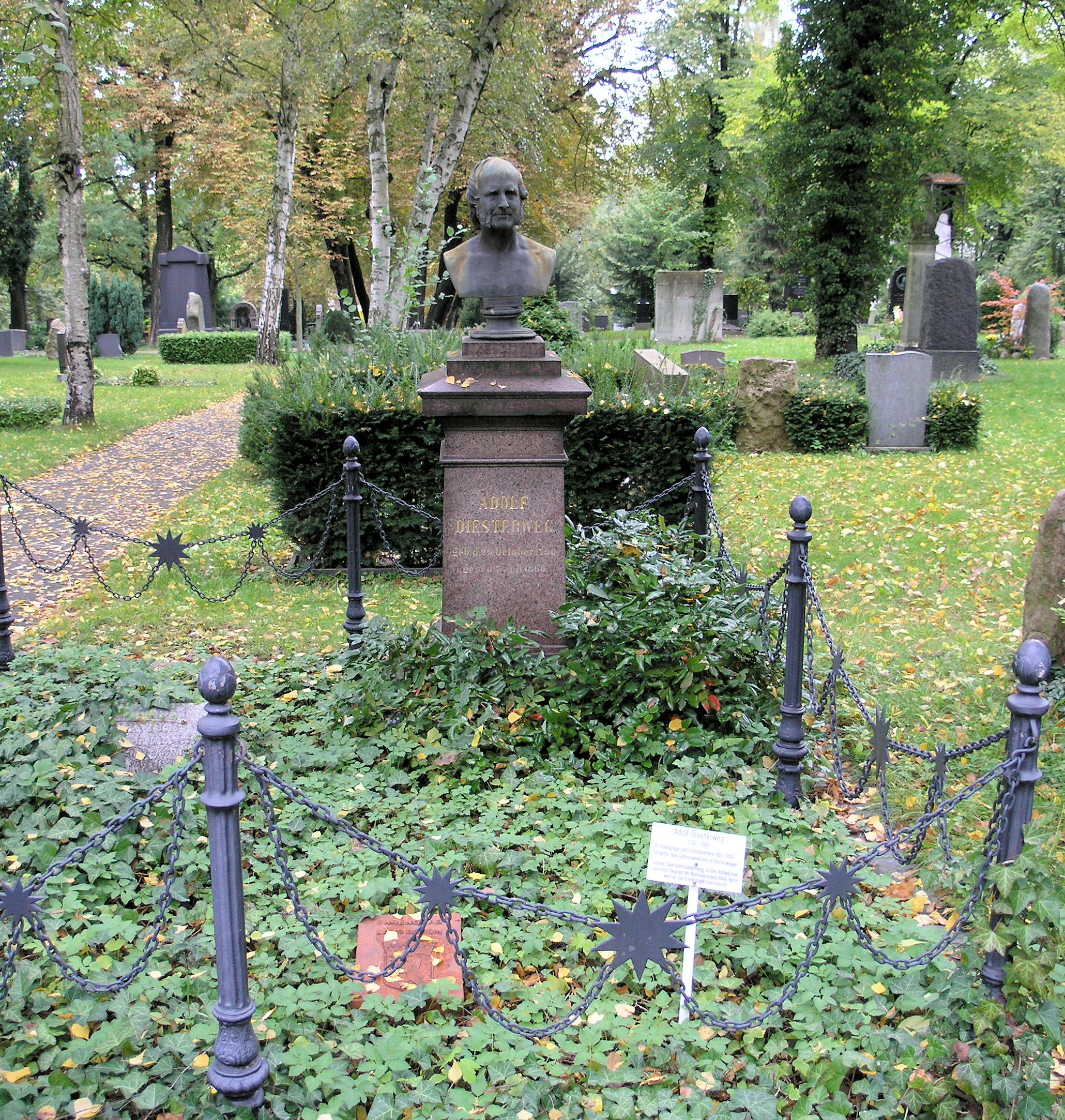
Tumba en Alter St.-Matthäus-Kirchhof en Berlín

## Filosofía
Diesterweg pensaba que la crítica y la responsabilidad eran importantes en la enseñanza, y buscó reformar los aspectos sociales, económicos y morales de la educación publicando el influyente Pädagogisch Wollen und Sollen. Basó su programa en lo que se denominó "principios básicos de la lucha por la vida" que vio en el conflicto entre catolicismo y protestantismo. Pensó que había varias 'oposiciones' (opciones distintas) disponibles en el conflicto que podrían reducirse a una sola "autoridad o libertad, catolicismo o protestantismo".
En su esfuerzo por reformar la educación, Diesterweg quería eliminar la influencia política y religiosa en la enseñanza misma y, en cambio, involucrar más un factor social. Creía en la disponibilidad de la educación: "Educar primero a los hombres, antes que preocuparse por su formación profesional o de clase, porque el proletario y el campesino deben ser ambos educados para convertirse en seres humanos"; también creía que mediante la educación se podía ayudar a los pobres. Quería la profesionalización de los profesores estatales y luchó por la relativa autonomía de las escuelas; también influyó en los profesores de la época a través de su periódico Rheinisch Blätter.

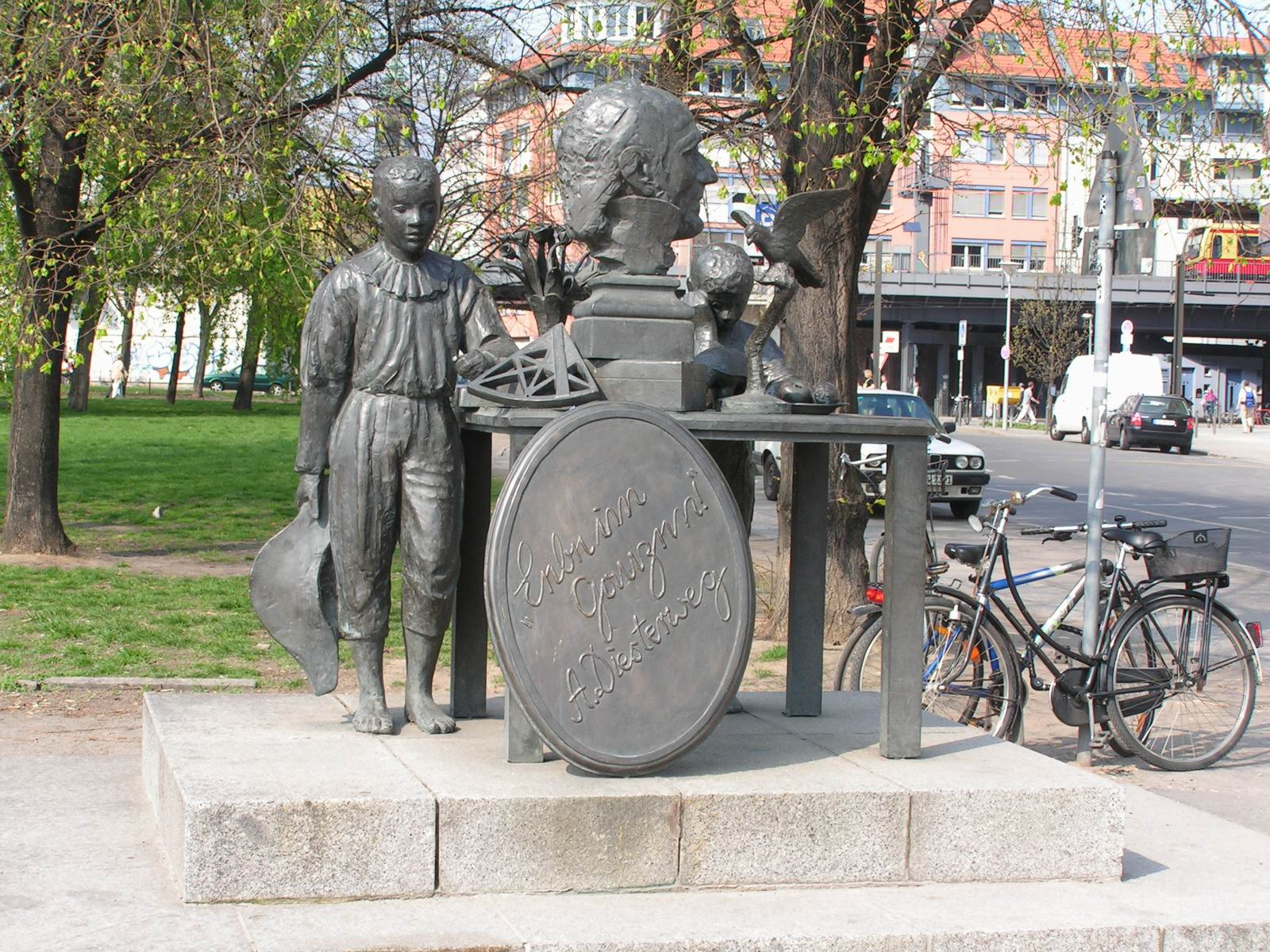
Estatua de Diesterweg

## Trabajo
Diesterweg fue un escritor voluminoso sobre temas educativos y autor de varios libros de texto escolares. Fue autor de 50 libros y publicó unos 400 artículos; se le ha atribuido el origen de la frase "aprender a hacer haciendo". En 1851, fundó el Pädagogisches Jahrbuch (Anuario de pedagogía) en Berlín. Entre sus publicaciones se encuentran:
- Wegweiser zur Bildung für deutsche Lehrer (Guide for the instruction of German teachers; 2 vols., 1834; 6th ed., 1 vol., 1890)
- Das pädagogische Deutschland (German pedagogy; 1836)
- Streitfragen auf dem Gebiete der Pädagogik (Controversial questions in the field of pedagogy; 1837)
- Leitfaden für den Unterricht in der Formlehre (1845)
- Lehrbuch der mathematischen Geographie (1840; 18th ed., as Populäre Himmelskunde, 1891)
- Unterricht in der Kleinkinderschule (5th ed., 1852)